# إليز بيري
إليز ألكسندرا بيري (بالإنجليزية: Ellyse Alexandra Perry) (من مواليد 3 نوفمبر 1990) هي رياضية أسترالية مثلت بلدها في الكريكيت وكرة القدم، بدأت مسيرتها مع منتخب الكريكت ومنتخب كرة القدم في سن 16 عامًا، وهي أصغر أسترالية تشارك في الكريكيت الدولية، وأول شخص ظهر في كل من كأس العالم للكريكيت وكأس العالم لكرة القدم (ظهرت فقط كبديلة بعد الدقيقة 89 لفريق ماتيلداس). ومنذ 2014 أصبحت بيري رياضية محترفة في رياضة واحدة،  حيث استمرت مسيرتها المشهودة في الكريكيت وتُعتبر على نطاق واسع واحدة من أعظم اللاعبات على الإطلاق.
تعتبر بيري شخصية متعددة الجوانب، حيث يظهر تفوقها في كلا المجالين الرئيسيين للعب - الضرب والبولينج السريع - من خلال عدة إنجازات إحصائية مهمة؛ فقد كانت أول لاعبة تحقق مجموع 1000 نقطة و100 ويكيت في مباريات "توينتي 20 دولي"، وتحمل الرقم القياسي لأعلى نتيجة سجلتها امرأة أسترالية في اختبارات الكريكت (213 لم تخرج)، وهي ثالث لاعبة تصل إلى رصيد 150 ويكيت في مباريات الكريكت النسائية (ODI). وقد ساهمت بشكل كبير في فرق ناجحة سواءًا على المستوى الدولي أو المحلي عبر مختلف صيغ اللعبة الرئيسية، مما جعلها تفوز بثمانية بطولات عالمية للكريكت مع المنتخب الأسترالي، و11 بطولة محلية للكريكت مع فريق نيو ساوث ويلز، واثنتين من بطولات "دوري بيج باش للسيدات" مع فريق سيدني سيكسرز. وتم تكريمها بالعديد من الجوائز الفردية المهمة، بما في ذلك الفوز بجائزة "راشيل هايوينغ فلينت" ثلاث مرات، وجائزة "بيليندا كلارك" ثلاث مرات أيضا، كما تم اختيارها كواحدة من أفضل خمس لاعبات كريكتات في العقد 2010-2019.
يعود الفضل جزئياً لأدائها المتميز وحضورها القوي على أرض الملعب وشخصيتها المؤثرة باعتبارها "مثلاً أعلى" للنساء والفتيات الصغيرات،  وهو ما جعل منها شخصية قيادية مؤثرة في ثقافة الكريكت الأسترالية.

## النشأة
ولدت بيري وترعرعت في ضاحية واهرونجا في سيدني، والتحقت يكروفت الابتدائية وكلية بيمبل للسيدات. كانت كابتن فريق الرياضة وألعاب القوى والكريكيت في مدرستها الثانوية. لعبت مجموعة متنوعة من الرياضات إلى جانب لعبة الكريكت وكرة القدم أثناء وجودها في المدرسة، بما في ذلك التنس، والمضمار والميدان، كرة القدم باللمس، والغولف. أصبحت ودودة مع زميلتها الأسترالية المستقبلية أليس هايلي عندما كانوا أطفالا صغارا ولعبوا الكريكيت معا طوال طفولتهم. غالبًا ما أشارت إليها هايلي باسم "داغز" بسبب زي غير مناسب كانت ترتديه بيري خلال سنواتها الأصغر سنًا،  ولكنها تُعرف بشكل أكبر بلقب "Pez".
وبحلول سن السادسة عشرة، لعبت بيري لعبة الكريكت لفريق نيوساوث ويلز في بطولة الولايات تحت 19 سنة في يناير 2007، وسجلت 74 نقطة وحصلت على ثلاثة ويكيت في ثلاث مباريات،  بعد شهر واحد تم اختيارها ضمن الفريق الأسترالي للشباب لجولة في نيوزيلندا حيث سجلت 43 نقطة عند متوسط 21.50، وويكيت واحد عند متوسط 100.00.

## الكريكيت الدولي

### 2007-08: الظهور الأول في جميع الصيغ
تم اختيار بيري بسرعة لتمثيل الفريق الأسترالي في سلسلة في يوليو 2007 ضد نيوزيلندا، على الرغم من أنها لم تلعب مباراة على مستوى اللاعبين الكبار من قبل. وكان أول ظهور لها في مباريات فئة "يوم واحد دولي" في داروين في 22 يوليو عندما كانت في سن 16 عامًا و8 أشهر، لتصبح أصغر لاعب كريكيت يمثل أستراليا على الإطلاق. سجلت اثنين ويكيت مقابل 37 نقطة من ثماني نهايات، حيث كانت أول ضحية لها هي ماريا فاهي التي أخرجتها 11 مرة. ثم بينما كانت تفض الترتيب إلى المرتبة التاسعة، سجلت 19 من 20 كرة قبل أن يتم إقصاء أستراليا مقابل 174 لتخسر بفارق 35 نقطة.
في مباراتها الدولية تي 20 الأولى في ملعب ملبورن للكريكيت ضد إنجلترا في 1 فبراير 2008، أكدت بيري نفسها كنجمة مستقبلية من خلال "أداء ممتاز من جميع النواحي"، والذي شمل ضربة في نهاية المباراة بقوة 29 من 25 كرة قبل أن تأخذ 4/20 من 4 نهايات، للمساعدة في فوز أستراليا بفارق 21 نقطة. هذا العرض المبهر، الذي شمل أيضًا مهارة الدفاع لتنفيذ الجري، أثار الحماس حول إمكانية انضمام بيري إلى لاعبين موقورين، مثل كيث ميلر، في نادي أستراليا الحصري والمشهور للاعبي الكريكيت الأسطوريين.
في "مباراة أشز للسيدات 2007-2008" في ملعب برادمان أوفال في بورال في 15 فبراير، أصبحت بيري أصغر لاعبة تيست كريكيت أسترالية على الإطلاق، حيث شاركت لأول مرة عند سن 17 عامًا و3 أشهر. قامت الفرقة المضيفة بالضرب أولاً وانهارت إلى 5/59 في اليوم الأول، مما دفع بيري إلى الملعب للانضمام إلى كيت بلاكويل، سجلت بيري 21 من 77 كرة قبل أن تتم إخراجها، لتنهي أعلى شراكة في الدورة. في اليوم التالي، أخذت أول ويكيت لها، حيث أزالت الفاتحة الإنجليزية "كارولين أتكينز" بنسبة 15 وانتهت بـ 2/49 من 23 نهاية. سجلت فقط ست نقاط في الشوط الثاني وأخذت ويكيت آخر للمباراة بينما تقدم الزوار للفوز بست ويكيت.

### 2009: أول ظهور في كأس العالم للكريكيت وكأس العالم تي 20
ظهرت بيري للمرة الأولى في بطولة المجلس الدولي للكريكيت الكبرى من خلال كأس العالم للكريكيت للسيدات عام 2009 على أرض الوطن. كانت مساهمتها الأكبر في فوز بفارق 47 تشغيلًا ضد الهند الغربية، حيث سجلت 36 نقطة وحصلت على 2/28 من عشرة نهايات، لتفوز بجائزة أفضل لاعب في المباراة. لم تتأهل أستراليا إلى المركزين الأولين في مرحلة السوبر ستة وبالتالي فشلت في التأهل إلى النهائي.
في وقت لاحق من ذلك العام، تم تضمين بيري في فريق أستراليا لبطولة العالم العشرين للسيدات الافتتاحية، وخسروا في الدور نصف النهائي من قبل الدولة المضيفة إنجلترا.
خلال الصيف الذي تلا ذلك العام 2009-2010، استمتعت بيري بسلسلة فازة جداً في كأس "روز بول" ضد نيوزيلندا، حيث حصلت على 13 ويكيت، بمتوسط 12.61، وحصلت على أول خمس ويكيت لها.

### 2010: أول لقب في كأس العالم تي 20
شاركت بيري بشكل كبير في الحملة الناجحة للمنتخب الأسترالي لكرة القدم للسيدات خلال بطولة العالم للكريكيت تي 20 لعام 2010 التي أقيمت في جزر الهند الغربية. وفي مباراة نصف النهائي أمام المنتخب الهندي، تمكنت من التقاط 19 كرة دون رد في أول أدوار المباراة. ومع بداية الجولة السابعة عشر، انتهت شراكة مثمرة بين هارمانبريت كور وبيبان روات بعدما قامت بيري بإقالة كارو عن طريق الجري بعد أن رمت الكرة بنفسها. وبعد ذلك مباشرة، نجحت بيري في إخراج الكابتن الهندي جولين غوسوامي عبر طريقة مشابهة، لتصبح النتيجة خسارة كبيرة للهند بواقع ثلاث ويكيت مقابل واحد فقط وذلك خلال أربع كرات فقط. بعدها تمكن الفريق الأسترالي من الفوز بالمباراة بفارق سبع ويكات وبوجود سبعة فواصل متبقية في المباراة.
في المباراة النهائية ضد نيوزيلندا، والدفاع عن هدف صغير يبلغ 106 أشواط فقط، تمكنت بيري من إقالة سوزي باتيس في المركز السادس بـ 18 نقطة. وفي الدقيقة الثامنة، أزالت آمي ساترثوايت باستخدام كرة منخفضة مما وضع النيوزيلنديين في مأزق عند 4/29. وفي المركز الثامن عشر، استطاعت بيري القبض على نيكولا براون وهي خلف الويكيت لتحصل على 20 نقطة قبل العودة لرمي آخر مرة. كانت تتطلب خمس نقاط من آخر عملية تسليم للفوز، لكن سوفي ديفين ضربت تسديدة قوية مستقيمة بطول الملعب. وبدون تفكير، مدت بيري قدمها اليمنى واصطدمت بالكرة باتجاه أحد اللاعبين الميدانيين في منتصف الملعب، مانعة بذلك حدوث أي اختراق للحدود ومحققة فوزا بثلاثة أهداف نظيفة لصالح أستراليا والحصول على لقب البطولة العالمية للكريكيت تي 20 لأول مرة. حققت بيري نتائج ممتازة بلغت 3/18 وكانت هي اللاعبة المثالية للمباراة النهائية. وفي مقابلة لاحقة مع زميلتها أليسا هيلي، وصفت لقطات بيري الموفرة للمباريات بأنها "على الأرجح بعض أكثر اللقطات الأيقونية التي رأيناها خلال السنوات العشر إلى الخمس عشرة الماضية في لعبة الكريكيت النسائية."

### 2011-12: اللقب الثاني على التوالي في كأس العالم تي 20
في الاختبار الوحيد لسلسلة أشز للسيدات في موسم 2010-2011، أحرزت بيري أرقامًا ممتازة في الشوط الأول للبولينج بنسبة 4/56، مما ساعد أستراليا في تحقيق فوز بنتيجة سبعة ويكيت واستعادة الكأس من يد الإنجليز لأول مرة خلال ست سنوات.
في بطولة 2012 في سريلانكا، قدمت بيري أداءً رائعًا وحصلت على لقب أفضل لاعب في المباراة خلال الفوز بنصف النهائي بـ28 شوط ضد جزر الهند الغربية، حيث حققت نجاحًا كبيرًا من خلال التقاطها لصيد ثمين لكل من ستافاني تايلور ودياندرا دوتن لتنهي بنتيجة 2/19 بعد أربع جولات فقط. وفي المباراة النهائية، تمكنت من الحصول على نتيجة 1/24 بعد أربع جولات فقط بينما كانت أستراليا تفوز باللقب الثاني لها على التوالي في كأس العالم للكريكيت.

### 2013: الفوز في كأس العالم للكريكيت
في بطولة كأس العالم للكريكيت للسيدات عام 2013 في الهند، غابت بيري عن ثلاث مباريات بسبب إصابة في الكاحل. وفي المباراة النهائية ضد جزر الهند الغربية، وبعد محاولات فاشلة عديدة لإكمال خطوتها في الرمي، قامت برمي عشر أوفر كاملة وأخذت 3/19 لتساعد أستراليا على الفوز بفارق 114 شوطاً. الألم الواضح الذي أظهرته بيري خلال أدائها أكسبها لقب "بطلة أستراليا العرجاء"، وحصلت على ثناء لثباتها غير العادي تحت الضغط. بعد أيام من فوزها بأول بطولة عالمية لها تستمر 50 مباراة، خضعت بيري لعملية جراحية لإصلاح كاحل مكسور.
خلال مباراة أشز للسيدات 2013-2014، تم اختيار بيري كأفضل لاعبة في المباراة الوحيدة التي أقيمت رغم تحقيق إنجلترا لفوز بـ61 جولة. سجلت أعلى معدل لكلا جولتي استراليا مع 71 و31 وأنهت بأرقام إجمالية للبولينج بلغت 8/79 من 42 أوفر، مما أكد مكانتها كلاعبة شاملة حقيقية في منافسة شهدت تقلبات كبيرة ولعبت وسط درجات حرارة عالية جدا تصل حتى 44 درجة مئوية في مدينة برث. تفوقت بيري أيضاً طوال سلسلة المباريات المحدودة والتي تضمنت تسجيل 90 لم يهزم فيها قبالة 95 لتوجيه فريقها للفوز بأربع ويكيت مع بقاء ثلاثة كرات في مباراة استمرت ليوم واحد في ملعب بيليريف أوفال. وبسبب نظام النقاط المستخدم، استعادت انجلترا الرماد، ومع ذلك حصلت بيري على جائزة أفضل لاعب في السلسلة".

### 2014-15: اللقب الثالث على التوالي في كأس العالم تي 20
في بطولة كأس العالم للكريكيت لعام 2014 في بنغلاديش، تم اختيار بيري كأفضل لاعبة في المباراة ضد جنوب أفريقيا لتسجيلها 41 هدفًا في 29 كرة وفوز بستة ويكيت. ستذهب أستراليا لتفوز بلقب ثالث على التوالي لكأس العالم للكريكيت تي 20، متغلبة على إنجلترا في النهائي حيث أخذت بيري 2/13 من أربع نهايات قبل أن تسجل 31 وتسجل الأشواط الفائزة بستة ويكيت في متناول اليد." 
في مباراة أشز لعام 2015، ساعدت بيري أستراليا على استعادة اللقب بأداء متميز تضمن قيادة الفريق للفوز في اليوم الأخير من الاختبار الوحيد. كما أنها حققت 6/32 في الأدوار الثانية وانتهت بأرقام نهائية للمباراة بلغت 9/70 من 30 أوفر في الفوز بنتيجة 161 شوط. تصدرت كلا الفريقين بالنسبة للأشواط المسجلة والأجنحة المأخوذة عبر جدول السبعة مباريات، وتم اختيارها مرة أخرى كأفضل لاعبة في السلسلة. وفي المباراة التي أقيمت يوم 21 يوليو، اجتازت بيري علامة فارقة تتمثل في 1000 دورة في لعبة الكريكت الدولية (ODI).

### 2016-17: تفوق فردي، خيبة أمل جماعية
تعرض منتخب أستراليا لصدمة خسارة غير متوقعة في كلتا بطولتي كأس العالم للكريكيت لعام 2016 و2017 في مراحل حاسمة ليحرم من الحصول على ميداليتين فضيتين مهمتين. ومع ذلك، كانت بيري تمر بفترة إحصائية استثنائية في مسيرتها الرياضية، ولا سيما فيما يتعلق بأدائها كضارب في صيغة الـ ODI للعبة الكريكيت - خلال فترة امتدت لـ23 مباراة، سجلت 17 نتيجة لا تقل عن 50 نقطة بمعدل بلغ 89.53.
تم إبراز الفارق بين أداء بيري المتميز وأداء فريق الوطني الضعيف بشكل واضح خلال سلسلة اختبارات النساء لعام 2017-2018، خاصةً في اختبار اليوم الليلي الذي أقيم في نورث سيدني أوفل عندما قدمت بيري أدوارا تاريخية بلغت 213 ليس لها مثيل بينما لم يتجاوز أي زميل آخر لها في الفريق حاجز الـ47. وعلى الرغم من كونها المائة الأولى لها في المباريات الدولية والذي سجل رقمًا قياسيًا لأعلى درجة أسترالية في الاختبارات النسائية إلا أنه لم يكن كافياً لتحقيق الانتصار للفريق وانتهى المطاف بالتعادل. وبالمثل انتهت السلسلة بتعادل في النقاط، مما يعني أن أستراليا سوف تحتفظ بمبارة أشز بنجاح رغم كل شيء".

### 2018-19: اللقب الرابع في كأس العالم تي 20
في بطولة كأس العالم للكريكيت لعام 2018 في منطقة البحر الكاريبي، تمكنت بيري من الإطاحة بلاعبين خطيرين مشهورين (مثل ديفين ودوتنين ونات سيفر) في المراحل الحاسمة من المباريات لصالح المنتخب الأسترالي في طريقهم نحو تحقيق انتصار آخر في البطولة. وفي المباراة ضد الهند بتاريخ 17 نوفمبر، أصبحت بيري أول لاعبة كريكية تمثل أستراليا تلعب في 100 مباراة دولية قصيرة المدة. ثم في المباراة النهائية ضد إنجلترا بتاريخ 24 نوفمبر، أصبحت بيري أول لاعبة أسترالية تأخذ 100 ويكيت تي 20 دولي. كما ساهمت في صناعة حالة طرد بسبب التآزر أثناء المباراة النهائية بفوز مريح بثمانية ويكيت للمنتخب الأسترالي وتحقيقهم للقب البطولة".
بتاريخ 24 فبراير عام 2019 في ملعب كارين رولتون أوفال، أحرزت بيري أول مئة شوط لها في مباريات "يوم واحد دولي" وذلك بضربها 107 ضد نيوزيلندا. ويعتبر هذا الإنجاز إنهاء لفترة الجفاف الثلاثية الأرقام القياسية الخاصة بها في المنافسات الدولية للكرة البيضاء، حيث وصلت سابقاً إلى التسعينات أربع مرات (وانتهت بلا خروج في ثلاث منها)".
في يوليو 2019، حققت بيري حملة أخرى ناجحة في مباراة أشز للسيدات، ففي تاريخ 7 يوليو في أرض سانت لورانس، سجلت أفضل أرقام البولينج على الإطلاق لأسترالي في مباريات "يوم واحد دولي للسيدات"، وأنهت المباراة بسبعة ويكات مقابل 22 رمية فقط. وبعد ذلك بيومين، في الجولة الأولى من المباراة التجريبية في "كاونتي جراوند"، حطمت الرقم القياسي لأكثر عدد من الأشواط المسجلة بين حالات الفصل في لعبة الكريكيت للنساء مع مجموع 329 شوطًا. وبالإضافة إلى ذلك، أصبحت الرابعة التي تسجل قرنين متتاليين في اختبارات أشز للسيدات بعد بيتي بيتي ويلسون، وإنيد بيكويل، وكلير تايلور. وفي يوم 28 يوليو أصبحت اللاعبة الأولى التي تحقق إنجاز 1000 شوط و100 ويكيت في "تي 20 دولي". وقد تم اختيار بيري كأفضل لاعب في هذه السلسلة والتي كانت بمثابة استعادة كاملة للقب لصالح منتخب استراليا".
بعد الخروج بمجموع 116 نقطة في الدور الأول من مباراة أشز للسيدات، واجهت بيري 432 كرة خلال السبع جولات التالية في رياضة الكريكت الدولية عبر جميع الصيغ الثلاثة، وتمكنت من تسجيل 368 نقطة بدون أن يتم فصلها. وفي تاريخ 11 سبتمبر في مباراة ضد جزر الهند الغربية، أصبحت ثالث لاعبة بولينج تحصل على 150 ويكيت في مباريات "يوم واحد دولي للسيدات". وبالعودة لنفس السلسلة، فقد سجلت ثاني مئة لها مع 112 نقطة خلال 118 كرة تحت ظروف صعبة وحارة ورطبة.

### 2020-21: اللقب الخامس في كأس العالم تي 20
في يناير 2020، تم تسمية بيري ضمن تشكيلة فريق أستراليا لكأس العالم تي 20 لسنة 2020 والذي أقيم في أستراليا. وبتاريخ 2 مارس، دخلت بيري في مواجهة ربع النهائي الحاسمة أمام نيوزيلندا في مدينة جوينت أوفال وهي تعاني من إصابة في العضلات الخلفية للفخذ. وعلى الرغم من الإصابة، ساهمت بيري في تحقيق نتيجة مهمة للفريق بوقوفها مع راشيل هينز وتحقيقهما لـ32 جولة قبل نهاية الشوط الأول بقليل. وانتهت المباراة بفوز أستراليا بفارق أربعة أشواط، ولكن لسوء الحظ تعرضت بيري لتمزق عضلي أثناء أدائها الميداني مما جعلها تغيب عن بقية البطولة.
ومع ذلك، استمرت مع الفريق بصفة استشارية للمباريات المتبقية بينما توج المنتخب الأسترالي بلقب بطولة كأس العالم للعبة الـ تي 20 لعام 2020 بالفوز على الهند في المباراة النهائية التي أقيمت في الملعب الرئيسي بمدينة ملبورن. وبالرغم من حالتها الصحية الصعبة، تمكنت بيري من الوصول إلى المنصة لاستلام ميداليتها كعضوة مشاركة في الفريق واحتفلت مع زملائها بهذا الفوز الكبير، وكان بجانبها المغنية الشهيرة كيتي بيري والتي تعاونت معها بشكل كبير في الترويج للبطولة- وأدت فقرة غنائية مميزة في الحفل الختامي للمباراة".
خضعت بيري لعملية جراحية في العضلة الخلفية لساقها الأيمن في الأسبوع التالي للإصابة، ومن المتوقع أن تستغرق فترة التعافي حوالي ستة أشهر. وفي شهر أبريل، تم اختيارها لتكون واحدة من الفائزين بجائزة ويسدن كريكتيرز أوف ذا يير (لاعب العام) وذلك لأدائها الرائع طوال عام 2019".
بعد تمديد العقد الوطني الخاص بها في شهر أبريل، تم اختيار بيري لتشكيلة منتخب أستراليا للعب سلسلة المباريات القادمة أمام نيوزيلندا في شهر سبتمبر. وأثناء التدريبات المقامة في بريسبان استعداداً لتلك السلسلة، تعرضت بيري لانتكاسة بسيطة في عملية تعافيها من إصابتها السابقة، وبناء عليه تم استبعادها من المشاركة في ست مباريات دولية للكريكت والتي تتضمن خمس مباريات للعبة الـ "تي 20 دولي" ومباراة وحيدة للعبة "يوم واحد دولي". وسط تكهنات إعلامية حول مستقبلها كإحدى اللاعبات متعددات الأدوار، صرحت بيري قائلة: "إن الطريقة الوحيدة التي أرغب فيها باللعب هي كضارب للكرة وكسارة أيضاً. لا أعتقد أنني سأتمكن من تقديم أداء جيد بما يكفي لأستمر بلعب الكريكيت، ولا أظنني سأكون سعيدة بذلك بصراحة". كما أكد المدرب الأسترالي ماثيو موت تلك التصريحات وأضاف قائلا إن مساهمة بيري كلاعب ضارب ولاعب بولينغ كانت "ضرورية للغاية وأساسية" لنجاح الفريق.
في نوفمبر 2020، تم ترشيح بيري لجائزة "راشيل هيهو فلينت" لأفضل لاعبة كريكيت في العقد من قبل "المجلس الدولي للكريكيت"، وكذلك لجائزتي أفضل لاعبة لعبة في فئة "يوم واحد دولي"، و"تي 20 دولي" للعقد نفسه. وبعد مرور شهر واحد فقط، أعلنت النتائج وتم الإعلان عنها كفائزة بجميع الجوائز الثلاث، تقديرًا لأدائها المتميز في جميع أشكال اللعبة المختلفة خلال الفترة الممتدة بين 1 يناير 2011 و7 أكتوبر 2020.
عادت بيري إلى عالم الكريكيت الدولية مرة أخرى في 28 مارس 2021م، حيث لعبت مباراة قصيرة ضد نيوزيلندا على أرض ملعب سيدون بارك، وساهمت بـ 23 نقطة غير منتهية من مجموع 16 كرة في فوز فريقها بست ويكيت. وفي شهر أكتوبر لنفس السنة، وخلال المباراة التجريبية الفردية ضد الهند، أصبحت بيري أول امرأة تتمكن من تسجيل 5000 نقطة وأخذ 300 ويكيت في مجال الكريكيت الدولي. بعد عدة أيام لاحقة، وفي إحدى مباريات تي 20 الدولية أيضًا ضد الهند، سجلت بيري رقمًا قياسيًا جديدًا لأكثر لاعبات الكريكت الدوليات مشاركة مع المنتخب الأسترالي، إذ شاركت في مباراتها رقم 252.

### 2022: اللقب الثاني في كأس العالم للكريكيت
في ميدان مانوكا، تمكنت بيري من أخذ ثلاثة ويكيت مقابل 57 نقطة وتسجيل 18 نقطة وأربع نقاط (41) بشكل إجمالي خلال المباراة التجريبية الفريدة التي جمعت منتخبي إنجلترا وأستراليا في جولتهما المشتركة لعام 2021-2022م، وانتهت بالتعادل. وقد أنهت هذه المباراة كصانعة أكبر عدد من النقاط وصائدة الويكيت الأعلى في تاريخ مباريات الرماد النسائية، محققة 1552 نقطة و68 ويكيت بالترتيب. أما بعد أسبوع من ذلك، وعلى أرضية ميدان جوينت، وفي ثاني جولات تلك السلسلة الخاصة بمباريات فئة "يوم واحد دولي"، استطاعت بيري أن تأخذ ثلاث ويكيت مقابل 12 نقطة فقط وذلك من أصل سبع كرات، مما ساعد فريقها على إخراج خصمه من المنافسة بمجموع نقاط بلغ 129 فحسب. ثم أحرزت بيري 40 نقطة في مرحلة مطاردة الهدف، لتحصل بفضل ذلك على جائزة اللاعب الأفضل في تلك المباراة والتي انتهت بفوز فريقها بخمسة ويكيت.
بعد الاحتفاظ المستمر بلقب مباريات أشز لثلاث مرات متتالية، توجهت فرقة أستراليا الرياضية إلى دولة نيوزيلاندا للمشاركة في بطولة كأس العالم للعبة الكريكيت للنساء عام 2022م. وفي إطار دور المجموعات لتلك البطولة، حصلت بيري على جائزتين متتاليتين كأفضل لاعب في المباراة. ففي المرة الأولى، ساهمت بيري بتسجيل 68 نقطة وقامت ببناء شراكة مهمة تضمنت 101 نقطة مع زميلتها تيليا مكغريغور، ومن ثم قامت بصيد سوفي ديفين، لتتحقق نتيجة الفوز بنتيجة 141 نقطة لصالح الفريق أمام منتخب نيوزيلاندا. بينما في الجولة الثانية، نجحت بيري في إسقاط العديد من اللاعبين المهمين في تشكيلة جزر الكاريبي الأساسية، مما أدى إلى تحقيق انتصار مريح للفريق بسبعة ويكيت. وتعرضت بيري لإصابة في ظهرها أثناء المراحل الأخيرة من المسابقة، الأمر الذي جعلها تتغيب عن بعض الجولات بما فيها الدور نصف النهائي. ولكن، تم التأكد من صلاحية بيري للعب في المباراة النهائية ضد إنجلترا، وتمكنت حينها من إحراز17 نقطة بدون إتمام دورة كاملة (نصف ركضة) من ضمن عشر كرات، وبالتالي تحقق الانتصار لفريقها بواقع 71 نقطة.
تم اختيار بيري لتكون أحد أعضاء الفريق الرياضي لأستراليا في مايو لعام 2022م، وذلك للمشاركة في لعبة الكريكيت بدورة ألعاب الكومنولث 2022 التي ستقام في مدينة برمنغهام بالمملكة المتحدة.

### 2023: اللقب السادس في كأس العالم تي 20
كانت المساهمة الأكبر لبيري في لعبة الكريكيت عند لعبها مع المنتخب الأسترالي لكرة القدم للسيدات في بطولة كأس العالم للكريكيت لعام 2023م، وكانت بالتحديد في المباراة الافتتاحية للبطولة، والتي أقيمت بين فريقي أستراليا ونيوزيلاندا في متنزه بولاند. فقد ساعدت بيري فريقها بتحقيق فوز كبير وصل قدره إلى97 نقطة، حيث سجلت 40 نقطة بدون إتمام الدورة الكاملة (نصف ركضة) من مجموع 22 كرة. كما قدمت بيري أداءًا جيدًا في جميع مراحل البطولة فيما يتعلق بالمشاركة في صيد الويكت الخاص باللاعبين الأساسيين للمنتخبات المشاركة (مثل "شاماري أثاباثو"، و"لورا ولفاردت")، وحازت بذلك على إشادة واسعة النطاق بسبب تميزها في اللعب تحت الضغط وإجادتها لحركات الدفاع الجيدة في اللحظات الحاسمة للمباراة، خاصة في مباراة النصف نهائي التي خاضها فريقها أمام الهند. وبهذا الأداء الرائع، تمكن المنتخب الأسترالي لكرة القدم للسيدات بقيادة بيري من الحصول على لقب ستة مرات كأبطال عالم في مجال لعبة الكريكت لفئة تي 20، وكان هذا اللقب قد حصل عليه الفريق إثر فوزه على نظيره الجنوب أفريقي بفارق 19 نقطة في المباراة الختامية للبطولة، والتي جرت أحداثها في ملعب نيو لاند للكريكيت.

## الكريكيت المحلية

### دوري الكريكيت الوطني للسيدات
ظهرت بيري للمرة الأولى لصالح فريق نيو ساوث ويلز في الدوري الوطني للكريكيت للسيدات عند بداية موسم 2007-2008، وقد واجهت في تلك المباراة جنوب أستراليا، وتمكنت من إحراز نقطتين اثنتين مقابل تسع وعشرين رمية من مجموع عشرة أوفر في المباراة التي انتهت بفوز نيو ساوث ويلز بسبعة ويكيت. وكان أولى ضحايا بيري في هذه المباراة كارن رولتون المصنفة كأفضل لاعبة بولينغ في العالم آنذاك. وانتهت مشاركة بيري الأولى مع نيو ساوث ويلز بإحراز ستة وستين نقطة بمعدل 13.20، إضافة إلى تمكنها من الحصول على تسعة ويكيت بمعدل أربع وعشرين نقطة من مجموع سبع مباريات. أما بالنسبة للمباراة النهائية أمام جنوب أستراليا، فلم تشهد أي نشاط رياضي نتيجة هطول الأمطار الغزيرة وتم إلغاء المباراة دون لعب أي كرة، وبناء عليه، حصل فريق نيو ساوث ويلز على اللقب بعدما تصدر جدول الترتيب العام للدوري بنهاية مرحلة المجموعات.

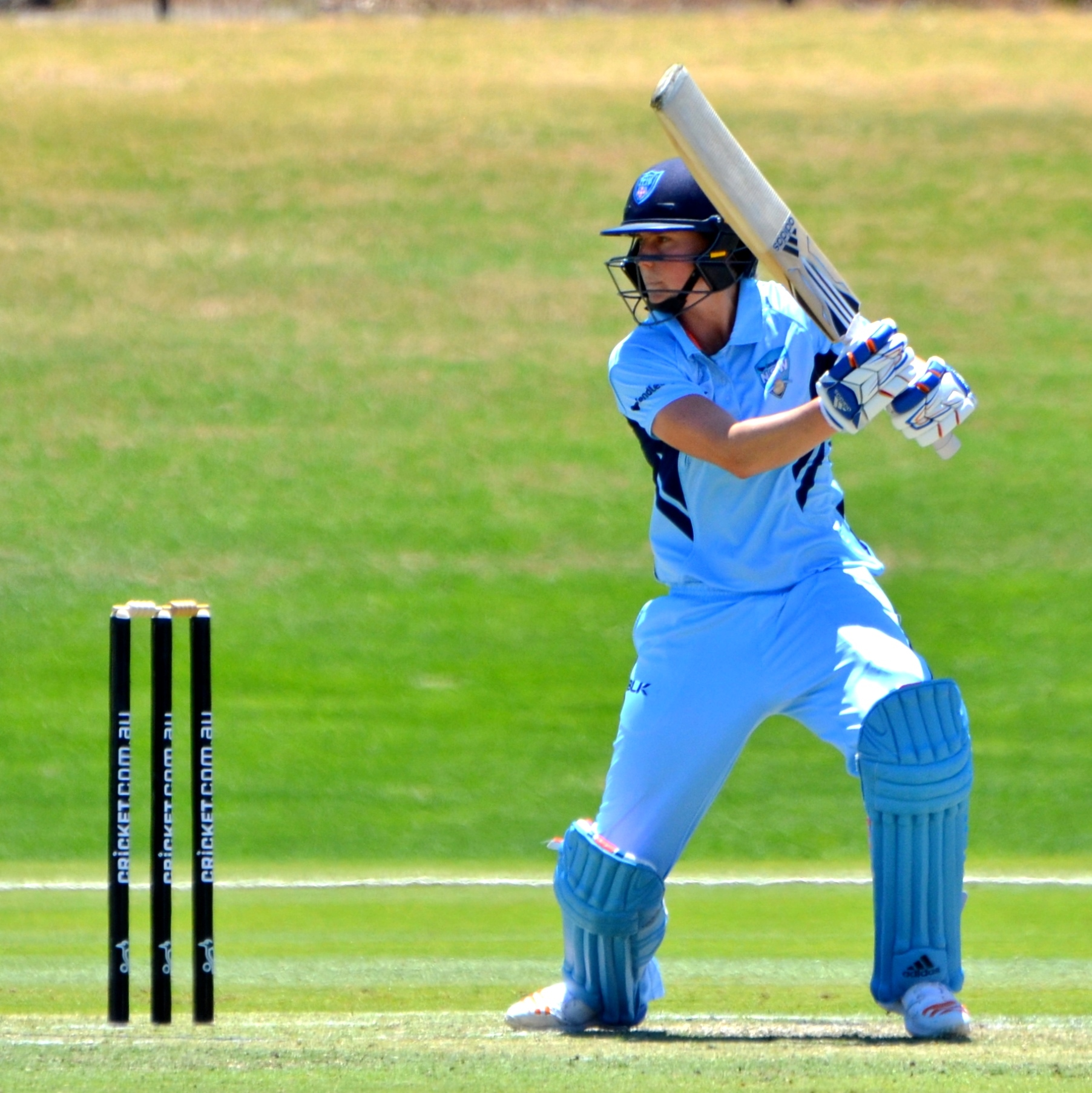
بيري في طريقها إلى الرقم 127 لصالح فريق نيو ساوث ويلز بريكيرز ضد فريق إيه سي تي ميتوروز خلال عام 2017

استمرت بيري في تحقيق المزيد من بطولات الدوري الوطني للكريكيت للسيدات مع فريق نيو ساوث ويلز، ومن بين إنجازاتها البارزة خلال تلك الفترة:
- في المباراة النهائية لموسم 2008-2009، تمكنت بيري من إحراز أربعة أهداف مقابل ثلاث وعشرين رمية لتحصل بفضل ذلك الأداء الرائع على جائزة أفضل لاعب في المباراة وتسهم بشكل فعال في احتفاظ نيو ساوث ويلز باللقب بعد الفوز على فيكتوريا بستة ويكيت.[110]
- على مدار الموسم الرياضي 2009-2010، تصدرت بيري قائمة اللاعبات الأكثر حصولاً على الويكيت في الدوري بتسجيل 22 ويكيت بمتوسط بلغ 10.63 لكل رمية.[111] وفي السابع من نوفمبر لعام 2009، دخلت بيري إلى أرض الملعب لتلعب ضمن صفوف نيو ساوث ويلز بينما كانت النتيجة تشير إلى خمس نقاط مقابل ست وثمانين، واستطاعت حينها أن تحرز ستة وستين نقطة لتكون بذلك أول نصف قرن تسجله في مسيرتها الرياضية، [112] كما أنها ساهمت أيضاً بالحصول على ثلاثة ويكيت مقابل اثنتين وأربعين رمية لتنتهي المباراة بفوز نيو ساوث ويلز بخمسة عشر ركضة فقط.[113]
- في الموسم الرياضي 2010-2011، تربعت بيري مجدداً على رأس القائمة الخاصة باللاعبين الأكثر حصولاً على الويكيت في الدوري بتحقيق ثلاثة عشر ويكيت بمتوسط وصل إلى 9.23 لكل رمية.[114] كما استطاعت بيري في الثلاثين من شهر يناير لنفس العام تحقيق أفضل أداء لها في البولينج لصالح نيو ساوث ويلز، إذ تمكنت من الاستحواذ على خمسة ويكيت مقابل إحدى عشرة رمية فقط في مواجهة فريق ميتوروس الأسترالي بالعاصمة الأسترالية كانبيرا.[115]
- في المباراة النهائية لموسم 2014-2015، سجلت بيري سبعة وخمسين رمية غير منتهية من خمسين كرة قبل أن تحصل على اثنين مقابل 19 رمية من إجمالي 10 أوفر في مباراة شهدت فوز نيو ساوث ويلز بنتيجة 144 رمية.[116]
- خلال موسم 2015-2016، قادت بيري الفريق الذي تنتمي إليه لتسجيل أكبر عدد من النقاط في الدوري بمتوسط بلغ 67.16. وفي الحادي والعشرين من نوفمبر لعام 2015، حققت بيري إنجازاً تاريخياً عندما أحرزت 126 رمية غير مكتملة من أصل 115 كرة لتساهم بذلك في فوز نيو ساوث ويلز بـ 120 ركضة ضد فريق العاصمة الأسترالية (ACT Meteor).[117]
- في 29 أكتوبر 2016 سجلت بيري ثاني مائة لها في مسيرتها الرياضية وذلك بإحراز 103 رمية من مجموع 120 كرة في مباراة فاز فيها نيو ساوث ويلز بـ 107 ركلة ضد فريق غرب أستراليا في آخر ظهور لها في موسم 2016-2017.[118][119]
- خلال موسم 2017-2018، تربعت بيري مرة أخرى على رأس القائمة الخاصة بأكثر اللاعبين تسجيلاً للنقاط في الدوري محققة 372 نقطة بمتوسط بلغ 74.40.[120] وفي 26 نوفمبر لعام 2017، سطرت بيري اسمها بحروف ذهبية في تاريخ لعبة الكريكيت النسائية في ولاية نيوساوث ويلز بعدما سجلت 127 رمية غير منتهية من مجموع 120 كرة في مباراة انتهت بفوز نيو ساوث ويلز بـ 97 ركضة فقط ضد فريق العاصمة الأسترالية (ACT Meteor).[121]
- في نهائي موسم 2018-19، لعبت بيري مباراتها الأخيرة بقميص نيو ساوث ويلز محرزة 31 رمية لتساعد فريقها على هزيمة كوينزلاند بفارق 31 ركضة في تلك المباراة التي كانت بمثابة اللقب العشرين لنيو ساوث ويلز في هذه البطولة.[122][123]

بعد اتخاذها القرار بالانتقال للعيش في مدينة ملبورن عاصمة ولاية فكتوريا بسبب انتقال زوجها للعب في دوري الرغبي الاحترافي المعروف باسم سوبر رغبي عن طريق نادي ملبورن ريبلز، قامت بيري بالانضمام إلى فريق ون كل النسائي التابع لولاية فكتوريا ووقعت معه عقداً لتمثيل صفوفه. وقد شهد الظهور الأول لبيري مرتدية قميص فريق فكتوريا يوم السابع من شهر يناير عام 2020 في المباراة التي أقيمت على ملعب جانيتيون أوفال، حيث نجحت بيري في إحراز 24 رمية وساهمت كذلك في الحصول على واحدة مقابل عشرين رمية من إجمالي سبعة أوفر،  لتنهي المباراة بفوز فكتوريا بهدفين نظيفين (عبر نظام النقاط الحسابية دابل لاكي شوتينج) على حساب فريق تاسمانيا في 23 يناير على أرضية ميدان اتحاد تاسمانيا للعبة الكريكت حاصدة بهذه الأرقام لقب أفضل لاعب في المباراة للمرة الأولى في تاريخها مرتدية ألوان فريق فكتوريا.
في غياب ميجان لانينج، قادت بيري فيكتوريا لأول مباراتين لهما خلال موسم 2021-2022. وخلال المباراة الثانية والتي أقيمت في ميدان جوفيال في التاسع عشر من ديسمبر، سجلت بيري أول مائة لها لصالح الفريق، فقد أحرزت 120 رمية من أصل 94 كرة رغم الخسارة بنتيجة 27 شوطًا وفقا لطريقة حساب النقاط الإضافية (دابل لاكي شوتينج).
وفي 5 يناير 2023، حققت بيري رقمًا قياسيًا جديدًا في عدد الأهداف المسجلة لصالح فريق الون إن سي إل وذلك في إطار المباراة التي انتهت بفوز فيكتوريا على نيو ساوث ويلز في ميدان جوفيال بواقع 88 هدفاً مقابل لا شيء، حيث أحرزت بيري 147 رمية من أصل 125 كرة قبل أن تتعرض للخروج القسري بسبب وجود بعض الصعوبات التقنية في اللعبة. وفي اليوم التالي للمباراة السابقة، تمكنت بيري من تسجيل مائة مرة أخرى وأنهت المباراة بمائة وثلاثين رمية غير معدلة من أصل 95 كرة، لتسجل بذلك فيكتوريا إنجازًا تاريخيًا بالتغلب على الخصم في مطاردة قياسية للأهداف.

### دوري بيج باش للسيدات

#### 2015–16
في المؤتمر الصحفي الرسمي لإطلاق دوري بيج باش للسيدات بتاريخ 10 يوليو 2015، تم الإعلان عن توقيع بيري كأول لاعبة يتم ضمها إلى فريق سيكسرز،  كما أصبحت أيضاً قائدة الفريق منذ انطلاقته الأولى.
وفي الموسم الافتتاحي، خسر فريق سيكسرز مبارياته الست الأولى، ولكن بفضل مبادرة بيري وإصرارها، تقدمت لتكون ضمن تشكيلة اللاعبين الأساسيين وتشكل مع أليسا هيلي شراكة ناجحة طويلة الأمد في مركز الهجوم، حيث تمكن سيكسرز بعدها من تحقيق تسعة انتصارات متتالية. إلا أن هذا الفوز لم يستمر حتى نهاية المباراة النهائية التي أقيمت في الرابع والعشرين من يناير لعام ألفين وستة عشر، حيث خسر سيكسرز أمام سيدني ثاندر بفارق ثلاث ويكيت فقط.

#### 2016-2019
أنهى فريق سيكسرز الموسم المنتظم لدوري "بيج باش للسيدات 2016-17" في المركز الأول على الرغم من تعرض بيري لإصابة في أوتار الركبة أثناء لعبها ضد رينيجاديز يوم 20 يناير 2017، مما اضطرها للغياب عن المباريات الإقصائية. وبعد شفائها، حضرت بيري المباراة النهائية التي فاز فيها سيكسرز على "بيرث سكورشرز" محرزين أول لقب لفريقهم. وفي دوري "بيج باش للسيدات 2017-18"، تصدرت بيري قائمة الهدافين بعد تسجيلها 552 نقطة بمعدل 46.00 لكل مباراة. وفي المباراة النهائية يوم 4 فبراير 2018، أحرزت بيري 36 نقطة، وضمنت فوز سيكسرز بثاني بطولة لهم على التوالي.
حققت بيري أداءً استثنائيًا خلال مشاركتها في النسخة الرابعة لدوري الكريكيت للسيدات "دوري بيج باش للسيدات 2018-19"، حيث تصدرت قائمة هدافي المسابقة بأعلى مجموع للنقاط بلغ 777 بمتوسط 86.33 لكل مباراة، وبأعلى متوسط تسجيل أهداف بين جميع اللاعبين، وقد شهد الموسم الرابع ارتفاعًا ملحوظًا في معدلات الضرب لديها، مما أدى إلى زيادة ملحوظة في نسبة الضربات الناجحة التي حققتها، والتي بلغت 121.21، بعد أن كانت تبلغ 98.57 في الموسم السابق. كما شهد أداؤها المتميز تسجيلها لمائتين مزدوجين، أحدهما كان في مباراة مثيرة وحماسية شهدت منافسة شديدة في الأشواط الإضافية، وكانت المباراة ضد فريق سكوترباتس في ملعب نورث سيدني أوفال، بينما كانت الثانية نتيجة هجوم مباغت في المراحل الأخيرة من الجولة الأولى للمباراة ضد فريق بريسبان هيت في استاد سيدني للكريكيت (SCG). وتقديرًا لأدائها الرائع طوال الموسم، تم اختيارها كأفضل لاعبة في البطولة، ليحصد الفريق بقيادة بيري ثالث بطولة رئيسية على التوالي.
كان لبيري دور محوري في فوز فريقها بالمباراة الكلاسيكية في نصف النهائي أمام فريق رينيجاديس في 19 يناير 2019م، والتي انتهت بنتيجة التعادل بفضل عملية إخراج مميزة أخيرة قامت بها بيري، لتتمكن بعدها من إحراز 54 رمية دون استقبال أي كرة، وتحصل بالتالي على جائزة أفضل لاعب في المباراة. وبعد اللجوء لإجراء القرعة لتحديد الفائز بالمباراة، نجحت بيري في تسديد ضربة قوية بواسطة الكرة التي أطلقتها اللاعبة مولي ستروجان، لتقود فريق سيكسرز نحو رابع مواجهة نهائية توالياً في إطار المنافسة على اللقب. وخلال المباراة النهائية التي أقيمت ضد فريق بريسبان هيت في 26 يناير لنفس العام، تمكنت بيري مجدداً من تصدر قائمة الهدافين لفريقها، إلا أن فريق سيكسرز لم يتمكن من الاحتفاظ بلقبه للعام الثالث على التوالي بعدما نجح الفريق المنافس في إتمام المهمة المطلوبة منه وتحقيق الفوز بمجموع وصل إلى 7/131، وذلك في آخر محاولة له لإحراز الهدف المطلوب.

#### 2019 إلى الوقت الحاضر
شارك فريق سيكسرز بمنافسات دوري الكريكيت للسيدات "دوري بيج باش للسيدات 2019-20" باعتبارهم المرشحين الأوفر حظًا للفوز باللقب، ولكن حدثت لهم انتكاسة كبيرة بخسارتهم خمس مباريات متتالية في النصف الثاني من البطولة، وهو الأمر الذي تسبب في غيابهم عن التأهل للأدوار الإقصائية للمرة الأولى، وذلك إثر إصابة بيري في كتفها. وبالرغم من ابتعادها لعدة مباريات بسبب الإصابة، فقد واصلت بيري تألقها المعتاد مع المضرب، إذ سجلت أعلى معدل نقاط شخصي لها بواقع 469 نقطة وبمعدل ضرب بلغ 93.8، لتكون بذلك صاحبة أكبر عدد من النقاط للفريق، ولتحصل كذلك على لقب خامس اختيار ضمن تشكيلة اللاعبين الأفضل في البطولة. وفي 3 نوفمبر 2019 وفي إطار منافسات بطولة ووكا للكريكيت ضد فريق ملبورن ستارز، قدمت بيري عرضًا مذهلاً عندما تمكنت بمعية زميلتها أليسا هيلي من تحقيق رقم قياسي جديد لأعلى شراكة زوجية مسجلة في تاريخ بطولات السيدات المحلية للعبة الكريكت، حيث سجّلت الاثنتان 199 نقطة متتابعة شكلت أطول مدة زمنية لتسجيل هذه الشراكة المزدوجة في تاريخ اللعبة النسائية.
في أبريل 2020 ووسط تداول أنباء إعلامية حول إمكانية انتقال بيري للعب مع إحدى الفرق المشاركة في الدوري النسائي المحلي للكريكيت في مدينة ملبورن، فقد أعلنت بيري تمديد عقدها مع فريق سيكسرز لعامين إضافيين، لتستمر في تمثيل هذا النادي الرياضي لموسمين آخرين.
في 21 أكتوبر 2022 أصبحت بيري أول لاعبة تتولى قيادة مئة مباراة في دوري الكريكيت للسيدات المعروف بـ "دوري بيج باش للسيدات". وخلال منافسات "دوري بيج باش للسيدات 2022-23"،  حققت بيري المركز الثاني في قائمة هدافي الدوري بعد منافسة شديدة بينها وبين عدد من اللاعبات الأخريات، حيث تمكن فريقها من تصدر جدول الترتيب بنهاية الجولة العادية والوصول إلى نهائيات المنافسة لأول مرة منذ أربع مواسم سابقة. وعلى الرغم من مجهوداتها الكبيرة في المباراة النهائية للبطولة والتي أقيمت على ملعب سيدني الشمالي وأسفرت عن هزيمة فريقها بفارق عشرة أشواط أمام فريق أديلايد سترايكرز، فإن أداء بيري لم يكن كافيًا لحصول فريقها على اللقب، كما أنّه تم اكتشاف تجاوز فريق سيكسرز للحد الأقصى لعدد الضربات المسموحة به خلال المباراة بمقدار ضربة واحدة، مما أدى إلى توقيع عقوبة تلقائية بالإيقاف لمباراة واحدة على بيري بدايةً من انطلاق منافسات "دوري بيج باش للسيدات 2023-24".

### دوري السوبر للكريكيت للسيدات
في أبريل عام 2016م، أعلن أنه سيتم ضم بيري لتشكيلة فريق لوبورو لايتنينغ لتمثيلهن في الموسم الأول للدوري الإنجليزي النسائي للكريكيت. وفي الدور نصف النهائي لعام 2016م، نجحت بيري في تسجيل 64 رمية خلال 48 كرة، ولكنها خسرت المباراة لصالح فريق ويسترن سترايكرز بخمسة ويكيت. وبعد انقطاع دام موسمًا واحدًا، عادت بيري لتمثل الفريق في الموسم التالي، وحصلت بفضل أدائها الرائع على جائزة أفضل لاعب في المباراة في المباراتين الوحيدتين اللتين فاز فيهما الفريق.

### تحدي تي 20 للسيدات
في 22 مايو 2018 شاركت بيري في مباراة استعراضية لفريق سوبر نوفا في مومباي والتي كانت بمثابة تمهيد لإقامة مسابقة نسائية مشابهة للدوري الهندي الممتاز. وقد تمكنت بيري حينها من تحقيق إنجاز رائع بإحرازها لنسبة نجاح بلغت 66.67% عندما قامت بتسجيل ويكيت مرتين وتسجيل 13 نقطة في آخر محاولة للفريق لتحقيق الفوز في المباراة التي انتهت بانتصارهم في الثواني الأخيرة منها.
ومع إضافة مجلس مراقبة لعبة الكريكت في الهند فريقًا آخر للمسابقات النسائية في عام 2019م، فقد تمنت بيري بشدة أن تشارك مرة أخرى في تلك الفعالية. ولكن بسبب وجود خلاف بين كل من المجلس الأسترالي للكريكت والمجلس الهندي حول بعض الالتزامات المتعلقة بجولات الفرق الأسترالية للرجال للعب سلسلة مباريات ثنائية الأطراف في الأراضي الهندية خلال يناير عام 2020م،  تم استبعاد جميع اللاعبات الأستراليات من هذه البطولة. وقد عبرت بيري عن دعمها الكامل لمجلس إدارة بلادها رغم هذا الاستبعاد، فيما اعتذرت لاحقًا الإدارة الرياضية الاسترالية رسميًا للاعبين المتأثرين بهذا الخلاف بما في ذلك بيري بسبب سوء التعامل مع الموقف.
في شهر فبراير عام 2020م، ذاع صيت بيري برغبتها الشديدة في المشاركة في المواسم القادمة من هذه المسابقة. ولكن لسوء الحظ، فإنها ستفتقد الفرصة التالية في نفس العام، وذلك بسبب قيام المجلس الدولي للكريكيت بتنظيم النسخة الثالثة من بطولة تحدي تي 20 في تاريخ متأخر (بسبب جائحة كوفيد-19) والذي تعارض مع توقيت موسم "دوري بيج باش للسيدات 2020-21".

### المائة
في 18 مارس 2021 أعلنت جريدة برمنغهام فينيكس عن توقيع عقد مع بيري للمشاركة في الموسم الافتتاحي لبطولة المائة. ومع ذلك، انسحبت بيري من البطولة قبل انطلاقها بأسبوعين لأسباب شخصية. وفي فبراير عام 2022م، أكدت هيئة الكريكيت الإنجليزية (ECB) أن نادي برمنغهام فينيكس قد احتفظ ببيري لموسم 2022م. وقد كان أول ظهور لها في 13 أغسطس ضد فريق ويلز فاير على ملعب صوفيا جاردنز، حيث سجلت أداءً مبهرًا بحصولها على لقب أفضل لاعب في المباراة بعد تسجيلها 58 رميةٍ فقط خلال 31 كرةً في مباراة انتهت بفوز الفريق بفارق 19 نقطة. كما قدمت بيري إسهامات فعالة في فوز الفريق على فريق ترينت روكتس بنتيجة ثمانية ويكيت في مباراة أقيمت على أرض إدجباستون،  إلا أن فريق فينيكس لم يتمكن للأسف من التأهل إلى الأدوار الإقصائية للبطولة.
احتفظ فريق فينيكس ببيري مرة أخرى استعدادًا لموسم 2023.

### الدوري الممتاز للسيدات
في الموسم الافتتاحي للدوري الممتاز للسيدات في عام 2023، تم شراء بيري من قبل رويال تشالنرز بنغالور بمبلغ إجمالي قدره 1.7 كرور روبية.

## أسلوب اللعب
فيما يخص لعبة الكريكيت، فإن بيري هي لاعبة شاملة تستخدم يدها اليمنى للضرب وتقوم برمي الكرة باستخدام الذراع الأيمن أيضاً. وبالإضافة لذلك، فهي تتميز بمهارة كبيرة في اللعب الميداني، حيث لديها مهارات آمنة في القبض ولديها ذراع رمي قوية. وبناءً على بنيتها الجسدية الطويلة والرياضية وسرعة حركتها الجيدة على أرضية الملعب ، فإنها تكون قادرة على تحقيق أداء جيد عند ركوب حدود الملعب، وغالباً ما تتسبب في إنشاء فرص صيد رائعة وفرصة لطرد اللاعبين الآخرين خلال أدائها الخاص بالبولينج.

### البولينج
عادةً ما ترمي بيري بسرعة تتراوح بين 110 و115 كم/ساعة، ولكن يمكنها أن تصل حتى 125 كم/ساعة،  مما يضعها بالقرب من أسرع اللاعبات في المباراة النسائية للكريكيت. وبما أنها تلعب بولينج swinging طبيعي، فهي تتمكن أيضًا من تحريك الكرة باتجاه اليد اليسرى للاعب المضرب سواء كان ذلك عبر الهواء أو خارج الملعب. ومع وجود "ضفيرة شقراء تتأرجح من جانب لآخر" ووجود "حركة متناغمة وجميلة"،  يتميز أسلوب ركضها السلس بطول يبلغ 18 خطوة عادية،  وقد وصفها البعض بأنها "عرض يستحق المشاهدة".
وتعد بيري في أفضل حالاتها عندما تقوم بتهيئة أجواء مخيفة تجعل خصمها يشعر بالتوتر والضغط وتحظى بالتحكم الدقيق فيه بفضل دقة الخطوط والمسافات المثالية. كما تُبدع في خداع خصومها الأفضل والأكثر خبرة بفضل التخطيط المثالي والتنفيذ الدقيق لكل شيء. وأثناء فترة تدريبها في فريق لوردز لايتنينغ، عملت بيري مع المدرب ماثيو هوجارد لإجراء بعض التعديلات الفنية الصغيرة على طريقة ركضها وموقع قدميها من خلال التجعد المفاجئ. وبسبب الحاجة للتوازن ضمن الفريق، تميل بيري لتقليل عدد مرات الرمي التي تمارسها عندما تلعب لصالح سيدني سيكتورز، إذ سلمت حوالي 80 كرة أقل مقارنة بزميلتها ماريزن كاب خلال أول خمس مواسم للدوري الأسترالي لكرة السلة للسيدات.

### الضرب

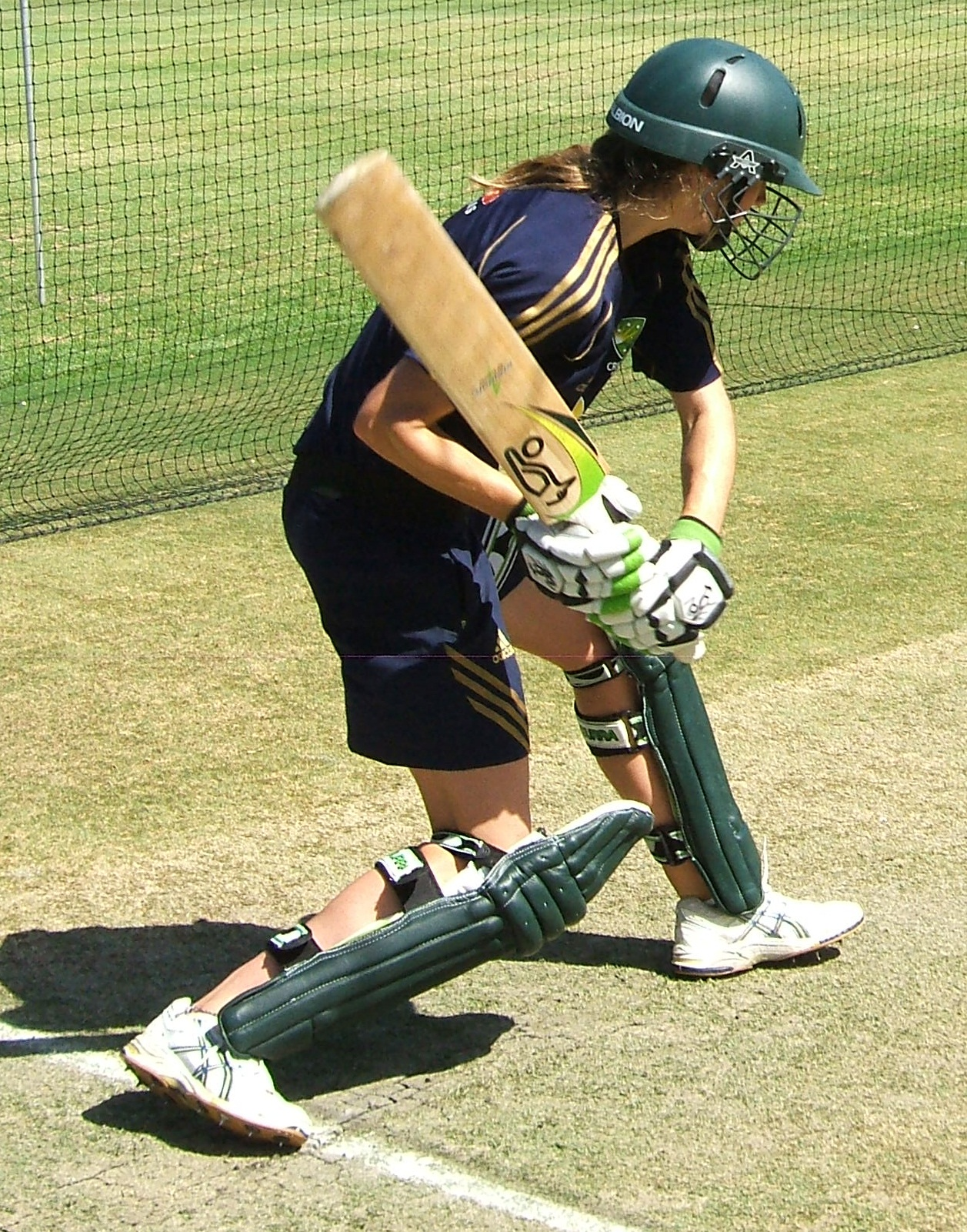
بيري خلال التدريبات

تعتبر بيري معروفة بأسلوبها الجذاب والرائع تقنيًّا في الضرب،  وعادةً ما تفضل لعب الضربات المباشرة والمستقيمة أسفل الأرض. بالإضافة إلى ذلك، يُعد طبعها الهادئ والعقلاني تحت الضغط مثاليًا لتولي دور القائد في الأشواط، وفي هذه الحالة يكون اختيارها للضربات أكثر تحفظًا وتفكيرًا من شريكها الضارب الحر والمفتوح. وعلى الرغم من ذلك، فقد قامت تدريجيًا بتوسيع نطاق ضرباتها الأكثر عدوانية وغير التقليدية في مباريات قصيرة ومحدودة الوقت، مما أدى إلى زيادة ملحوظة في معدل إصابتها للهدف. وبالرغم من حصولها على لقب اللاعب الأفضل في دوري السيدات للعام الرابع، إلا أنه تم وضعها في المركز المتوسط في ترتيب الضرب لفريق أستراليا لمنافسات تي 20 الدولية، وهو الأمر الذي أثار جدلاً لدى المعلقين حول هذا القرار.
بسبب قوتها العقلية ولياقتها البدنية ودفاعها الصلب والقوي، فإن بيري هي الأنسب بشكلٍ واضح لأسلوب لعبة الكريكت الطويلة والشاقة المتمثلة في اختبارات الكريكيت بدلاً من الصيغ الأقصر للعبة. ولقد عبرت بيري عن رغبتها الشديدة في أن تحظى بالمزيد من الفرص للمشاركة في مباريات الاختبارات الخاصة بالسيدات، حيث لم يتح لها سوى ثمانية فرص لارتداء الزي الأخضر الخاص بفريق الكريكيت الدولي وذلك خلال السنوات الثلاثة عشر الأولى من مسيرتها الرياضية الدولية - وهذا يعتبر أمرًا محبطًا للغاية بالنسبة لها، بل إن بعض الكتاب الرياضيين يصفونه بأنه "فضيحة حقيقية".
عندما تزيد بيري من سرعة تسجيل النقاط في المباراة، فإنها تشتهر بأنها ضاربة قوية جداً،  حيث سجلت المرتبة الثالثة بين أعلى المعدلات المسجلة في أول خمسة مواسم للدوري الأسترالي للسيدات. وخلال إحدى المباريات التي أقيمت في مركز سيدني الرياضي بتاريخ 9 ديسمبر 2017، سددت بيري ضربة للكرة باتجاه الجمهور فاصطدمت بطفل يبلغ من العمر ثلاثة عشر عاماً في وجهه. وعلى الفور توجهت بيري نحو الحدود للاطمئنان على صحة الطفل وقامت بتوجيه الفريق الطبي الموجود في الملعب لمكان الحادث. وقد نقل الصبي المصاب للمستشفى بواسطة سيارة إسعاف لإجراء الفحوصات اللازمة. وفي اليوم التالي اتصلت بيري بالطفل المصاب لتطمئن عليه. ومن الأمثلة الإضافية لقدرات بيري الهجومية هو تسديدها لستة أهداف خلال مباراة لعبت يوم الثالث عشر من نوفمبر عام 2019 في مدينة لاونسستون، والتي أدت لكسر زجاج نافذة سيارة إسعاف كانت متوقفة بالقرب من الملعب.

### الصفات والمؤثرات
طوال مسيرتها الرياضية، اشتهرت بيري بممارستها لجلسات التدريب المطولة لمدة ثلاث ساعات متواصلة مع والدها ومدربها الشخصي مارك. وبعد انتقالها إلى ملبورن، اعتمدت بيري بشكل كبير على مساعدة المدرب المساعد لولاية فيكتوريا دوليب ساماراويرا للحفاظ على نفس مستوى التدريبات الراقية الذي اعتادت عليه. وقد وصفت لاعبة المنتخب السابقة وزميلتها في الفريق ليزا شاثاليكار بيري بأنها "المثال الحقيقي للاحترافية والمثابرة"، بينما أطلقت عليها الكابتن الحالي للمنتخب ميغي لانتينغ لقب "الكمال بعينه".
بالرغم من تحقيق النجاح كقائدة لفريق نادي سيدني سيكسرز، لم تحصل بيري قط على منصب القيادة العليا للفريق النسائي الوطني لأستراليا. فبعد تنحي جودي فيلدز عن المنصب سنة 2014، تولت ميغي لانتنغ قيادة الفريق، فيما شغلت أليكس بلاكويل وراشيل هينز منصب القائد البديل عند الحاجة إليه. وفي مقابلة أجرتها بيري مع ديزي بيرس على محطة إذاعة (1116 SEN) عشر سنة 2019، وصفت نفسها بشخصية مرحة وصغيرة السن داخل فريق أستراليا رغم خبرتها وسنوات خدمتها الطويلة فيه، وعللت ذلك بدخولها المبكر إلى صفوف الفريق.
تتميز بيري بارتدائها جوارب خاصة بفريق نيو ساوث ويلز للكريكيت تحت المستوى العالي للمباريات، وهو أمر يذكرنا بطريقة مايكل جوردن الشهيرة بارتداء ملابس كرة السلة الجامعية تحت زيه الرسمي الخاص بدوري الرابطة الوطنية الأمريكية لكرة السلة (NBA). وترجع بيري سبب ارتدائها لهذا النوع من الجوارب إلى إعجابها الشديد باللاعب الأسترالي الشهير مايكل هوسيه والذي كان يعتبر مثلها الأعلى أثناء طفولتها ومراحل شبابها الأولى. كما ضمت قائمة لاعبي الكريكيت المفضلين لديها كلاً من ستيف وزنياك وجلن مكغراث ومايكل بيفان وبليندا كلارك وكارين رولونتون.

## إحصائيات
عبر جميع أشكال لعبة الكريكيت الدولية، سجلت بيري ما مجموعه 6165 نقطة وحصلت على 323 ويكيت خلال مسيرتها المكونة من 288 مباراة. في الدوريات المحلية عالية المستوى، جمعت 7593 نقطة بينما حصلت على 230 ويكيت من 279 مباراة. يوضح الجدول أدناه إحصائيات بيري الرئيسية لكل تنسيق رئيسي ومنافسة ظهرت فيها. 
| التنسيق/المنافسة                          | مباريات | الضرب | الضرب    | الضرب | الضرب | الضرب | الضرب | الضرب | البولينج | البولينج              | البولينج | البولينج    | البولينج | صيد | مرجع                    |
| التنسيق/المنافسة                          | مباريات | أدوار | ليس خارج | شوط   | متوسط | أعلى  | 100 ث | 50 ث  | ويكيت    | أشواط تم التنازل عنها | متوسط    | أفضل شخصيات | 5 ويكيت  | صيد | مرجع                    |
| ----------------------------------------- | ------- | ----- | -------- | ----- | ----- | ----- | ----- | ----- | -------- | --------------------- | -------- | ----------- | -------- | --- | ----------------------- |
| تيست كريكت                                | 11      | 19    | 7        | 876   | 73.00 | 213*  | 2     | 4     | 38       | 778                   | 20.47    | 6/32        | 2        | 5   | [ 234 ] [ 235 ] [ 236 ] |
| يوم واحد دولي                             | 135     | 109   | 37       | 3,662 | 50.86 | 112*  | 2     | 32    | 162      | 4,089                 | 25.24    | 7/22        | 3        | 45  | [ 237 ] [ 238 ] [ 239 ] |
| تي 20 دولي                                | 142     | 87    | 35       | 1,627 | 31.28 | 75    | 0     | 8     | 123      | 2,329                 | 18.93    | 4/12        | 0        | 41  | [ 240 ] [ 241 ] [ 242 ] |
| دوري الكريكيت الوطني للسيدات              | 91      | 70    | 19       | 2,613 | 51.24 | 147   | 7     | 13    | 123      | 2,589                 | 21.05    | 5/11        | 2        | 35  |                         |
| كأس أستراليا للسيدات تي 20                | 52      | 30    | 14       | 452   | 28.25 | 61    | 0     | 2     | 44       | 890                   | 20.23    | 3/12        | 0        | 15  |                         |
| دوري بيج باش للسيدات                      | 111     | 108   | 31       | 3,769 | 48.94 | 103*  | 2     | 25    | 51       | 1,915                 | 37.54    | 3/14        | 0        | 48  | [ 243 ] [ 244 ]         |
| دوري السوبر للكريكيت للسيدات              | 11      | 11    | 4        | 372   | 53.14 | 78*   | 0     | 3     | 8        | 224                   | 28.00    | 2/9         | 0        | 3   |                         |
| المائة                                    | 6       | 6     | 2        | 134   | 33.50 | 58    | 0     | 1     | –        | –                     | –        | –           | –        | 6   | [ 245 ]                 |
| الدوري الممتاز للسيدات                    | 8       | 8     | 2        | 253   | 42.16 | 67*   | 0     | 2     | 4        | 194                   | 48.50    | 3/16        | 0        | 1   | [ 246 ]                 |
| الإحصائيات صحيحة اعتبارًا من 25 يوليو 2023 |         |       |          |       |       |       |       |       |          |                       |          |             |          |     |                         |

## إحصائيات دولية

### مائة تيست
| تيست كريكت | تيست كريكت | تيست كريكت | تيست كريكت | تيست كريكت      | تيست كريكت      | تيست كريكت |
| #          | أشواط      | مباراة     | ضد         | مدينة/بلد       | مكان            | سنة        |
| ---------- | ---------- | ---------- | ---------- | --------------- | --------------- | ---------- |
| 1          | 213*       | 7          | إنجلترا    | سيدني، أستراليا | نورث سيدني أوفل | 2017       |
| 2          | 116        | 8          | إنجلترا    | تونتون، إنجلترا | كاونتي جراوند   | 2019       |

### مائة يوم واحد
| يوم واحد | يوم واحد | يوم واحد | يوم واحد      | يوم واحد                             | يوم واحد                   | يوم واحد |
| #        | أشواط    | مباراة   | ضد            | مدينة/بلد                            | مكان                       | سنة      |
| -------- | -------- | -------- | ------------- | ------------------------------------ | -------------------------- | -------- |
| 1        | 107 *    | 102      | نيوزيلندا     | أديلايد، أستراليا                    | كارين رولتون أوفل          | 2019     |
| 2        | 112*     | 108      | الهند الغربية | نورث ساوند، أنتيغوا، أنتيغوا وبربودا | ملعب السير فيفيان ريتشاردز | 2019     |

## كرة القدم
كانت بيرى تلعب في المقام الأول كمدافعة مع المنتخب الأسترالي لكرة القدم للسيدات، حيث خاضت مباراتها الأولى ضد منتخب هونغ كونغ على ملعب هونغ كونغ في 4 أغسطس 2007. وهي تبلغ من العمر ستة عشر عامًا وتسعة أشهر فقط، وكانت قد شاركت لأول مرة في صفوف الفريق الوطني للكريكيت قبل أقل من أسبوعين، كما أحرزت هدفاً خلال المباراة في الدقيقة الثانية منها. سجلت بيري هدفها الثاني على المستوى الدولي في كأس الأمم الآسيوية لكرة القدم للسيدات 2008، في مباراة ضد كوريا الجنوبية.
لعبت بيري لصالح نادي سنترال كوست مارينز، في موسم الدوري النسائي 2008-09 (W-League) الذي أقيم في أستراليا، وظهرت للمرة الأولى للفريق أمام فريق كوينزلاند رور في 15 نوفمبر 2008. ثم انتقلت للعب لصالح نادي كانبيرا يونايتد بدءًا من الموسم التالي، وحصلت على جائزة مشتركة لأفضل لاعبة شابة في الدوري النسائي لعام 2009م بالمشاركة مع اللاعبة إلزي كيليانتون-نايتس من فريق بريزبن ليونز. كما حصلت بيري أيضًا على ثلاث جوائز من نادي كانبيرا يونايتد خلال ذلك الموسم، بما في ذلك جائزة أفضل لاعب المقدمة من اللاعبين أنفسهم، وجائزة أفضل لاعب التي يصوت عليها الجمهور، وكذلك جائزة اللاعب الأفضل بشكل عام في النادي.
تم اختيار بيري لتشكيلة المنتخب الأسترالي لكرة القدم للسيدات المعروف باسم ماتيلداس للمشاركة في بطولة كأس العالم لكرة القدم للسيدات لعام 2011م والتي أقيمت في ألمانيا. وخلال مباراة المجموعة التي خاضتها استراليا ضد النرويج، دخلت بيري كبديل في وقت متأخر لتصبح أول أسترالية تشارك في كل من كأس العالم للكريكت للسيدات وكأس العالم لكرة القدم. وتم وضع بيري ضمن التشكيلة الأساسية للمنتخب الاسترالي في مباراته ربع النهائية ضد السويد، وتمكنت خلالها من تسجيل الهدف الوحيد للمنتخب الأسترالي في الخسارة بنتيجة ثلاثة أهداف مقابل هدف واحد.
في مايو 2012م، تلقت بيري إنذاراً نهائياً من نادي كانبيرا يونايتد بضرورة الاختيار بين ترك لعبة الكريكت أو البحث عن نادٍ آخر في الدوري الأسترالي للسيدات. وبناء عليه، وقعت عقداً للعب لصالح نادي سيدني إف سي خلال موسم الدوري الأسترالي للسيدات 2012–13. وقد كانت بيري أحد أعضاء فريق سيدني إف سي الذي شارك في بطولة الأندية العالمية للنساء لعام 2013م، وتمكن الفريق من الفوز على فريق إن تي في بيليزا الياباني بهدف وحيد دون رد، بينما خسر بثلاثة أهداف مقابل هدفين أمام فريق تشيلسي الإنجليزي.
بعد إحدى المباريات التي لعبتها بيري ضد ملبورن فيكتوريا في 16 نوفمبر 2013م، نشرت صحيفة ذا صنداي تليغراف أن "شهرة بيري وثروتها" دفعت المعارضين إلى ركلها ولكمها بعد انتهاء اللعب. وبعد المباراة، احتاجت بيري لست غرز لعلاج جرح عميق في ساقها نتج عن خطأ ارتكبته ليزا دي فانا أثناء اللعب. وفي مقابلة لاحقة أجرتها بيري مع وكالة الأنباء الأسترالية (AAP)، نفت دي فانا وجود أية مشاعر غيرة أو عداء تجاه بيري وقالت: "لم يكن هناك لكمات أو ركلات أو إهانات متبادلة. الحادث الوحيد الذي وقع هو خطأ في اللعبة ولم يكن هذا الخطأ متعمداً كما تم تصويره".

### أهداف دولية
سجلت بيري ثلاثة أهداف دولية خلال مسيرتها الكروية.
يتم إدراج أهداف أستراليا أولاً في قائمة النتائج والتسجيلات.
| # | تاريخ        | مكان                                   | الخصم          | أهداف | نتيجة | منافسة                  | مصدر    |
| - | ------------ | -------------------------------------- | -------------- | ----- | ----- | ----------------------- | ------- |
| 1 | 4 أغسطس 2007 | ملعب هونج كونج، سو كون بو، هونج كونج   | هونغ كونغ      | 1 –0  | 8-1   | تصفيات أولمبياد 2008    | [ 254 ] |
| 2 | 31 مايو 2008 | ملعب ثونغ نهات، مدينة هوشي منه، فيتنام | كوريا الجنوبية | 1 –0  | 2-0   | كأس آسيا للسيدات 2008   | [ 270 ] |
| 3 | 9 يوليو 2011 | إمبولز أرينا، أوجسبورج، ألمانيا        | السويد         | 1 –2  | 1-3   | كأس العالم للسيدات 2011 | [ 262 ] |

## اختيار الرياضة
ذكرت صحيفة ذا إيج في 29 مايو 2012 أن هيذر ريد، الرئيس التنفيذي لنادي كانبيرا يونايتد لكرة القدم، قد منحت بيري إنذار نهائي للاختيار بين كرة القدم والكريكيت. وفي الخامس من سبتمبر 2012م، انضمت بيري لفريق سيدني أف سي، حيث أكد المدرب الجديد الن ستاجيتش أنه مستعد لترتيب جدول مبارياتها لتشارك في كلا الرياضتين. ولكن هذه المسألة أصبحت أكثر تعقيدا عندما تحدد موعد نصف النهائي للدوري الأسترالي للسيدات لنادي سيدني أف سي في نفس اليوم الذي تقام فيه المباراة النهائية لكأس تي 20 في نيو ساوث ويلز. وأعلنت "صحيفة وورلد جيم" بعدها بعدة أيام أن قرار بيري سيكون المشاركة في النصف النهائي لدوري كرة القدم. وفي عطلة نهاية الأسبوع اللاحقة، رفضت بيري اللعب لصالح نادي سيدني أف سي في المباراة النهائية لدوري كرة القدم النسائي واختارت بدلاً من ذلك الانضمام لمنتخب أستراليا لكرة القدم والمشاركة في مباراة ودية استعدادًا لكأس العالم للكريكت.
نشرت صحيفة سيدني مورنينغ هيرالد في 13 فبراير 2014م خبر اختيار بيري للمشاركة في الدور نصف النهائي للدوري الأسترالي للسيدات بدلاً من المباراة النهائية للدوري الوطني للعبة الكريكيت للسيدات. وفي مارس من العام نفسه، لم يتم ضم بيري للقائمة المكونة من ثلاثة وعشرين لاعبة للمنتخب الأسترالي لكرة القدم (ماتيلداس) والذي سيواجه منتخب البرازيل في سلسلة من مباراتين وديتين. وأكدت المدربة هيستيرين دي ريوس عدم دعوة بيري للانضمام إلى المنتخب المشارك في كأس الأمم الآسيوية لكرة القدم للسيدات لاحقًا في تلك السنة أيضًا قائلة: "عندما تلعب بأعلى مستوى، تحتاج لاستثمار الكثير من الوقت لتصبح لاعبًا عالمي المستوى... ونحن دائمًا منفتحون للتنافس، لكن في هذه المرحلة لم تكن مدعوة للانضمام للفريق".
لعبت بيري آخر مباراة لها في الدوري الأسترالي للسيدات في 13 ديسمبر 2015م،  بعد أسبوع واحد فقط من إطلاق دوري بيج باش للسيدات وهو دوري جديد في أستراليا. وتم إدراج اسمها ضمن قائمة فريق سيدني أف سي للعب في المباراة النهائية لموسم 2016م ولكنها اختارت اللعب في مباراة دولية ضد الهند بدلاً عن ذلك. وفي مقابلة أجريت معها في عام 2018م مع موقع ذا روور (The Roar) قالت بيري إن تحولها لأن تكون رياضية متخصصة في رياضة واحدة حدث بشكل طبيعي: "في الأساس، تطور كل من هذين الرياضتين ونما بشكل كبير خلال السنوات القليلة الماضية بحيث أصبحتا تتطلبان من الناس أن يكونوا رياضيين محترفين بدوام كامل... وانتهى بي المطاف بممارسة لعبة الكريكيت ولم ألعب كرة القدم مؤخرًا. لقد استمتعت حقًا بوقتي وأنا أمارس لعبة كرة القدم".
في عام 2023م، بعدما حققت فرقة سيدات أستراليا أفضل نتيجة لأي فريق أسترالي لكرة القدم على الإطلاق بحصوله على المركز الرابع في بطولة كأس العالم لكرة القدم النسائية لعام 2023م التي ينظمها الاتحاد الدولي لكرة القدم (FIFA)، صرحت بيري لقناة الأخبار الأسترالية (ABC) بأنها لا تزال غير نادمة على قرارها بتفضيل لعبة الكريكت على كرة القدم قائلة: "... ومن وجهة نظري الشخصية، كان لدي تجربة رائعة وفرصة لممارسة هاتين الرياضتين لفترة معينة قبل أن تتحول كلتا الرياضتين إلى رياضات احترافية بدوام كامل..."

## خارج الميدان

### الحياة الشخصية
بعد الانتهاء من شهادة الثانوية العامة في عام 2008م، درست بيري العلوم الاجتماعية والاقتصادية في جامعة سيدني. في 24 أكتوبر 2013 أعلنت بيري ولاعب الرغبي الأسترالي مات توموا علاقتهما للجمهور بظهورهما معًا في حفل توزيع ميدالية جون إيلز. وفي 20 أغسطس 2014 أعلنا خطوبتهما . وتزوج الاثنان في 20 ديسمبر 2015. وتعرف بيري نفسها بأنها "من حبي القهوة"، حيث تمتلك عدة مقاهي مشتركة مع زوجها. انفصل الزوجان في عام 2020م.
تشمل القضايا الخيرية التي تدعمها بيري مؤسسة ماكغراث، ومؤسسة الفرصة الرياضية لعلاج السرطان، وثقة تعلم لتحقيق عالم أفضل (LBW).

### شخصية إعلامية
شاركت بيري في العديد من المشاريع المتنوعة والتي تمتد لعدة أشكال إعلامية مختلفة، منها:
- في يونيو 2010م، استضافت برنامج "نجوم المستقبل لكرة القدم" والذي بث عبر قناة ون اتش دي (One HD).[295]
- في عام 2011، كانت ضيفة متكررة في برنامج الإفطار الإذاعي (Triple J) مع توم بالارد وأليكس دايسون لتقديم مقطعها "بيري رياضية العام الجيدة".[296][297][298]
- في عام 2016م، كتبت سلسلة كتب للأطفال بالتعاون مع شيريل كلارك، والتي تتبع قصة فتاة محبة للرياضة وهي تنتقل من المرحلة الابتدائية إلى المرحلة الثانوية.[299][300][301][302]
- في شهر أغسطس من عام 2018م، وقعت شركة فوكس سبورتس عقدًا معها لتكون ضمن الفريق المذيع لبرنامج فوكس كريكت.[303]
- في 20 أكتوبر 2019م، ظهرت كضيفة في الحلقة الأولى من برنامج "The Blast"، وهو برنامج تلفزيوني رياضي مسائي يعرض كل يوم أحد عبر شاشة فوكس كريكت ويهتم بمناقشة شؤون الرياضة النسائية.[304]
- في الرابع من نوفمبر عام 2019م، صدر كتابها الأول الغير خيالي بعنوان "المنظور" عن دار نشر هاربر كولنز.[305]
- في السابع والعشرين من نوفمبر عام 2019م، أطلقت منصة فيسبوك ووتش فيلمًا وثائقيًا قصيرًا مكونًا من سبعة أجزاء يحمل اسم "إنسايت" ويهدف لإعطاء نظرة ثاقبة خلف الكواليس حول حياة بيري.[306]
- في ديسمبر 2019 تم اختيار بيري وزميلاتها في المنتخب الوطني ليكونن موضوع أغنية "C'mon Aussie C'mon" المعاد إنتاجها. وتم تعديل كلمات الأغنية الأصلية لتصف مهارات بيري بأنها "مخيفة نوعًا ما". وظهرت بشكل بارز في إعلان تليفزيوني تجاري مشترك لصالح بنك الكومنولث الأسترالي.[307]

### الموافقات
تعتبر بيري شخصية خاصة جدًا وفقًا لما قالته زميلتها السابقة كابتن نيو ساوث ويلز وأستراليا أليكس بلاكويل. ومع ذلك، فقد قدرت بيري بنفسها أنه حتى عام 2017م، فإنها قد قضت وقتًا متساويًا تقريبًا بين التدريب والسفر واللعب مقابل العمل الدعائي والترويجي.
سوف ينخفض عدد الساعات التي تقضيها بيري في القيام بالعمل الدعائي الترويجي بعد أن أعلنت رابطة الكريكت الأسترالية عن عقد صفقة تاريخية لدفع أجور الرياضيين النخبة الإناث. وقد عبرت بيري عن سعادتها حيال هذا الأمر قائلة: "هناك شيء متعب حقًا بشأن الذهاب إلى الاستوديو ومحاولة التظاهر بأنك تعرف كيفية الظهور أمام الكاميرا".
في عام 2013 صنفت مجلة سبورت برو الرياضية بيري كثاني أكثر الرياضيين الأستراليين تسويقًا في العالم وفي المرتبة الـ36 على مستوى العالم بأكمله. كما أنها تصدرت حملات دعائية لشركات مثل جوكي وهايسنس وويت-بكس، بالإضافة إلى تولي مناصب سفيرة للعديد من الشركات مثل ريد بل ومايكروسوفت وهوبلو. حاليًا، تمتلك شراكات تجارية مع لوريال وأديداس وفوكس سبورتس وبنك الكومنولث.
تعاونت بيري في عام 2022 مع شركة تصنيع المعدات الرياضية المحلية JPGavan لإطلاق مجموعة جديدة من معدات الكريكيت، والتي تهدف لجعل "معدات الكريكيت متاحة لجميع من يمارس هذه اللعبة". تم استهداف المجموعة التي تحمل اسم "ستابلي" بشكل خاص للاعبات الكريكيت،  وأكدت بيري لاحقًا عبر وسائل التواصل الاجتماعي استمرار شراكتها مع أديداس، بالرغم من انتقالها لاستخدام مورد مختلف لمعداتها الخاصة بالكريكيت.

## تشريفات

### كريكيت
فريق
- بطلة كأس العالم للكريكيت للسيدات (مرتين): 2013، 2022.[41]
- ست مرات بطلة العالم تي 20 للسيدات: (2010، 2012، 2014، 2018، 2020، 2023).[64][328][329][330][331]
- الفائزة بدورة ألعاب الكومنولث : 2022.[332]
- إحدى عشرة مرة بطلة دوري الكريكيت الوطني للسيدات : (2007–08، 2008–09، 2009–10، 2010–11، 2011–12، 2012–13، 2013–14، 2014–15، 2016–17، 2017–18، 2018– 19).[108][109]
- بطلة دوري بيج باش للسيدات (مرتين): 2016–17، 2017–18.[139][333]
- بطلة كأس أستراليا تي 20 للسيدات (مرتين): 2012–13، 2014–15.[334][335]

فردي
- ثلاث مرات الفائز بجائزة راشيل هيهو فلينت : 2017، 2019، 2020.[91][336][337]
- أفضل لاعب كريكيت في "يوم واحد دولي" للسيدات من المجلس الدولي للكريكيت: 2019.[338]
- حائزة على لقب أفضل لاعبة يوم واحد دولي في العقد من المجلس الدولي للكريكيت: 2011-2020.[339]
- حائزة على لقب أفضل لاعبة تي 20 دولي في العقد من المجلس الدولي للكريكيت: 2011-2020.[339]
- مرتين لاعبة الكريكيت الرائدة في العالم : 2016، 2019.[340][341]
- أفضل لاعبة في نهائي كأس العالم للسيدات تي 20: 2010.[342]
- ثلاث مرات لاعبة سلسلة آشز للسيدات : 2013–14، 2015، 2019.[45][52][71][343]
- ثلاث مرات الفائز بجائزة بليندا كلارك : 2016، 2018، 2020.[344][345][346]
- واحدة من أفضل خمس لاعبات كريكيت في ويسدن لعام 2020.[347]
- أفضل لاعبة في دوري الكريكيت الوطني للسيدات : 2015–16.[348]
- لاعبة النهائي في دوري الكريكيت الوطني للسيدات: 2008–09.[110]
- أفضل لاعبة في البطولة في دوري بيج باش للسيدات : 2018–19.[349]
- فازت ثلاث مرات بميدالية بليندا كلارك: 2015–16، 2017–18، 2018–19.[350][351][352]
- النجم الصاعد للكريكيت في نيو ساوث ويلز : 2007–08.[353][354][355]
- فازت مرتين كأفضل لاعب في سيدني سيكسرز : 2017–18، 2018–19.[356][357]
- أفضل رياضي في نيو ساوث ويلز: 2019.[358]
- أستراليا بوست أسطورة الكريكيت: 2021.[359]

### كرة القدم
فريق
- الدوري الممتاز : 2011–12.[360]

فردي
- أفضل لاعب شاب في الدوري الإنجليزي: 2009.[258]
- كانبيرا يونايتد لاعب العام: 2009.[259]

## روابط خارجية
- إليز بيري على موقع cricket.com.au